# Estádio Jacy Scaff
Het Estádio Jacy Scaff (beter bekend als Estádio do Café) is een multifunctioneel stadion in Londrina, een stad in Brazilië. 
Het stadion wordt vooral gebruikt voor voetbalwedstrijden, de voetbalclubs Londrina EC en Associação Portuguesa Londrinense maken gebruik van dit stadion. In het stadion is plaats voor 31.019 toeschouwers. Het stadion werd geopend in 1976.